# Adeleke Akinyemi
Adeleke Akinola Akinyemi (Lagos, 11 agosto 1998) è un calciatore nigeriano, attaccante dell'Ilves.

## Carriera

### Club
Akinyemi è cresciuto nelle giovanili del Real Sapphire. A gennaio 2015 è passato ai nordciprioti del Serdarlı GB, realizzando 10 reti in 13 partite di campionato con questo club.
A luglio 2015 è passato agli albanesi dello Skënderbeu, che un paio di mesi più tardi lo hanno ceduto con la formula del prestito ai kosovari del Trepça 89. Rientrato dal prestito, è passato ai macedoni del Renova, per far poi ritorno in Nigeria, al Real Sapphire.
Nel 2017, Akinyemi si è accordato con i lettoni del Ventspils. Ha esordito in Virslīga in data 18 marzo, subentrando a Ritvars Rugins nel pareggio per 0-0 maturato sul campo del Riga FC. Il 13 maggio 2017 è arrivata la prima rete, nel pareggio per 1-1 in casa del Metta/LU.
Il 29 giugno 2017 ha disputato la prima partita nelle competizioni internazionali per club: ha sostituito ancora Rugins in occasione del pareggio interno per 0-0 contro il Valur, sfida valida per i turni preliminari dell'Europa League 2017-2018.
Il 16 agosto 2018, Akinyemi è stato ingaggiato dai norvegesi dello Start, a cui si è legato fino al 31 dicembre 2021. Il 19 agosto ha quindi debuttato in Eliteserien, schierato titolare nel pareggio per 1-1 in casa dello Strømsgodset. Il 16 settembre ha trovato la prima rete nella massima divisione locale, in occasione della vittoria per 3-0 sul Lillestrøm. Al termine di quella stessa stagione, lo Start è retrocesso in 1. divisjon.
Il 13 settembre 2020, Akinyemi è passato all'HamKam con la formula del prestito. Ha esordito con questa maglia il giorno seguente, nella sconfitta per 3-0 subita contro lo Strømmen. A fine stagione è tornato allo Start per fine prestito.
Svincolato dopo l'esperienza allo Start, è tornato in Albania per giocare nel Laçi.
Il 6 febbraio 2023 è passato ai cechi del Karviná.